# Ultratango
 (mars 2022).
Ultratango est un groupe de neotango et electrotango argentin, originaire de Buenos Aires. Ses membres sont Leonardo et Gastón Satragno et Braulio D'Aguirre.

## Biographie

### Débuts et premiers albums (2002—2009)
Les frères Satragno commencent leur carrière musicale avec El Signo, un groupe pionnier de la musique électronique dans la ville de Buenos Aires. Après avoir mêlé pendant des années tango et musique électronique, Leo et Gastón Satragno décident de former Ultratango, un groupe avec sa propre identité, qui, tout en respectant le tango comme le genre qui a marqué leur développement musical, refléterait fidèlement la vie d'une ville cosmopolite comme Buenos Aires.
En 2002, ils réunissent des musiciens issus de la scène électronique et rock, comme Sami Abadi et Braulio D'Aguirre, et plus spécifiquement de la scène tango, comme Julio Pérez. En juin 2002, ils jouent en direct pour la première fois au Festival Internacional Astor Piazzolla. Depuis, ils ont participé à plusieurs festivals sur la scène locale et internationale. À la fin 2003, le son d'Ultratango est capturé dans Astornautas, leur premier album. Il s'agit d'un voyage à travers certaines des œuvres les plus significatives du compositeur argentin Astor Piazzolla. On y retrouve la participation du chanteur de tango Raúl Lavié, en tant qu'invité sur Invierno porteño et Así sea. Les paroles de la chanson Así sea sont composées par Raúl Lavié avec ses fils Leo et Gastón. En 2004, ils jouent au Teatre Chacarerian dans le Festival del Tango VI de la ville de Buenos Aires.
Leur deuxième album, Trashnoche, sort en 2007. Ils y reprennent des morceaux d'Astor Piazzolla, et des tangos classiques tels que Volver avec Raúl Lavie, Nocturna et El Monito. Ils jouent également leurs propres compositions comme Tangorama et Trashnoche. Pendant l'hiver, ils se produisent au Teatro Vergina du Hyatt Regency Casino de Thessalonique, en Grèce. Ils jouent également au XI Festival Iberoamericano de Teatro de Bogotá, à l'Aniversario 141 de la Universidad Nacional de Bogotá et au Teatro Metropolitano de Medellín,.
Au cours de l'année 2008, ils donnent un spectacle au Festival de Invierno de Porto Alegre et en 2009, ils sont invités à participer au Fashion Rio dans la ville de Rio de Janeiro. Ils donnent également un grand nombre de spectacles à l'hôtel Claridge.

### Nouveaux albums (depuis 2010)
En 2010, ils participent à d'innombrables spectacles dans des hôtels de la ville de Buenos Aires, ainsi qu'au Festival de Tango de La Falda, et au Festival de Tango de Pehuajo, entre autres. En 2011, ils participent à l'événement Buenos Aires Futura au Planétarium Galileo Galilei dans la ville de Buenos Aires. Ils accompagnent également Raúl Lavié au Festival de Tango et à la Coupe du Monde de Tango à Buenos Aires,.
En 2012, Ultratango publie les albums 1994, Ambienttango, Astornautas Reloaded, Nocturama et Psicoboussa sous le label Undermalabia Records. La même année, ils ont participé à l'inauguration de l'"Usina del Arte", un espace culturel de grand travail d'infrastructure qui a permis la récupération et la mise en valeur du bâtiment historique de l'ancienne Compañía Italo Argentina de Electricidad, dans le quartier de La Boca,. Ils jouent pour la présentation du nouveau parfum Her Secret d'Antonio Banderas, au musée Soumaya, de Mexico.
En 2013, Ultratango est invité à participer au Festival Anual del Tango de Medellín, en Colombie. Ils participent également à la Noche de los Museos au Planétarium de la ville de Buenos Aires, et réalisent le spectacle d'ouverture officiel,.
À la mi-2014, Julio Pérez cesse de faire partie du groupe. Par la suite, le groupe deviendra un quatuor. Ils commencent à enregistrer de nouveaux morceaux avant le départ de Sami Abadi, au cours de 2015, qui quitte le groupe après 13 ans d'adhésion, pour se consacrer exclusivement à son projet solo. À la fin de cette année, le dernier album du quintette, Tradicional, sort sur Undermalabia Records.
À la fin 2015, le premier album d'Ultratango en tant que trio, Alborada sort. Le groupe se distingue lors de l'événement Fuga Industrial, organisé par le musicien Luis Marte, dans les installations de l'Ex Fabrica Bagley, dans le quartier de Barracas. Ils sortiront ensuite un album de tango, avec le mélange électronique qui les caractérise, comprenant des versions de classiques tels que Por una cabeza chanté par Carlos Gardel et La Cumparsita. Au cours de l'année 2018, Ultratango publie l'album Milongaton sur Undermalabia Records.

## Membres
- Leo Satragno — synthétiseurs, échantillonneurs, programmations, voix solo, basse
- Gastón Satragno — synthétiseurs, piano
- Braulio D'Aguirre — batterie en live

## Discographie
- 2003 : Astornautas
- 2007 : Trashnoche
- 2012 : 1994
- 2012 : Ambientango
- 2012 : Psicoboussa
- 2012 : Nocturama
- 2013 : Astornautas Reloaded
- 2014 : Tradicional
- 2015 : Alborada
- 2018 : Milongaton
- 2018 : Blue London